# Clorindo Burnier Pessoa de Mello
Clorindo Burnier Pessoa de Mello (1871 - Minas Gerais, 31 de março de 1922) foi um engenheiro e um matemático brasileiro, fundador da Escola de Engenharia de Juiz de Fora.

## Biografia
Formou-se na Escola de Engenharia de Ouro Preto, lecionando nesta instituição e depois transferiu-se para Juiz de Fora, onde fundou uma fabrica de sabão e de velas com seu amigo engenheiro Rimes. 
Nomeado engenheiro do estado de Minas Gerais, foi mandado administrar os serviços de saneamento de Poços de Caldas, onde adquiriu tifo e quase faleceu. Bastante adoentado, retornou para Juiz de Fora onde foi lecionar resistência dos materiais  cálculo infinitesimal na Escola Politécnica da Academia do Comércio, dirigida pelos padres alemães, homens honrados e bons, mas de personalidade muito diferente dos brasileiros. Com o surgimento de divergências entre os padres e os brasileiros, Clorindo e vários colegas decidiram se desligar da Escola e fundaram a Escola de Engenharia de Juiz de Fora em 1914. A nova instituição era pobre de recursos, os professores não recebiam pelo trabalho e os alunos eram humildes, não podendo pagar pelas aulas. Clorindo dedicou-se até o último dia de sua vida para a manutenção da Escola, usando seu minguado salário para manter a existência dela.  Para tanto procurava mobilizar personalidades e políticos de Minas Gerais para auxílio da Escola. Clorindo participou acaloradamente das discussões em torno da troca dos padres alemães por padres brasileiros na cidade de Juiz de Fora após a eclosão da Primeira Guerra Mundial.
Clorindo foi casado com Maria Gouvêa Pessoa de Mello, neta do Barão de Santa Fé. Tiveram como filhos César Gouvea Pessoa de Mello ( Cesar  Burnier, Clorita Gouvêa Pessoa de Mello, Lourdes Gouvêa Pessoa de Mello e Mário Gouvêa Pessoa de Mello. Era ateu e materialista, dono de um caráter nobre e digno, vivamente interessado no progresso da sociedade em que vivia. Teve uma vida de martírio e sofrimento, morrendo em decorrência de uremia em 1922.